# Apple A10 Fusion
Das Apple A10 Fusion und das Apple A10X Fusion sind Ein-Chip-Systeme des US-amerikanischen Unternehmens Apple, die von dem taiwanischen Halbleiterhersteller TSMC gefertigt werden. Das A10 Fusion wurde am 7. September 2016 der Öffentlichkeit präsentiert und kommt im iPhone 7, im iPhone 7 Plus, im iPad (2018) und im iPod touch (2019) zum Einsatz. Das A10X Fusion wurde am 5. Juni 2017 präsentiert und wird im iPad Pro 10,5", dem iPad Pro 12,9" (2017) sowie dem Apple TV 4K verwendet. Sein Nachfolger ist der Apple A11 Bionic und sein Vorgänger ist der Apple A9.

## Technik
Wie auch ihre Vorgänger vereinen das A10 und A10X wichtige Komponenten eines Computers auf einem Chip.

### A10
Als CPU dient ein Armv8-A-Prozessor mit zwei Kernpaaren, wovon jeweils ein Kernpaar einen leistungs- und einen energieoptimierten Prozessorkern enthält. Ein von Apple entwickelter Performance-Controller soll für die zur Anwendung passende Nutzung des geeigneten Kerns im jeweiligen Kern-Paar sorgen, es ist aber immer nur ein Kern aktiv.
Das gefertigte Exemplar trägt die Bezeichnung APL1W24 und wird in einem TSMC 16-nm-FinFET-Prozess hergestellt.
Die leistungsoptimierten CPU-Kerne, deren Architektur den Namen Hurricane trägt, haben eine maximale Taktfrequenz von 2,34 GHz. Der L1-Cache (Daten und Instruktionen) beträgt je 64 KB, der gemeinsame L2-Cache ist 3 MB groß. Nach Angaben von Apple ist die CPU-Leistung gegenüber dem Vorgänger A9 um 40 % gestiegen.
Die energieoptimierten CPU-Kerne, deren Architektur den Namen Zephyr trägt, sollen laut Apple nur ein Fünftel der Energie der leistungsvollen Kerne verbrauchen. Ihr Takt beträgt 1,05 GHz, der L1-Cache (Daten und Instruktionen) fasst je 32 KB.
Die GPU mit 6 Shader-Clustern ist eine modifizierte Variante aus der PowerVR Serie 7XT von Imagination Technologies. Die GPU-Leistung soll nach Apple gegenüber dem A9 um 50 % gestiegen sein, bei gleichzeitiger Reduktion der Leistungsaufnahme um ein Drittel.
Dem SoC steht ein gemeinsamer System-Cache von 4 MB zur Verfügung. Die Die-Größe beträgt mit etwa 3,3 Mrd. Transistoren 125 mm². Mit dem SoC im InFO-Packaging von TSMC integriert sind jeweils vier LPDDR4-RAM-Bausteine, mit 2 GB für das iPhone 7 und das iPad 2018 sowie mit 3 GB für das iPhone 7 Plus und das iPad 2019.

### A10X
Gegenüber dem A10 hat Apple im A10X die Anzahl der Kernpaare jeweils auf drei erhöht und den gemeinsamen L2-Cache auf 8 MB vergrößert. Auf den extern angebundenen, 4 GB großen LPDDR4-Arbeitsspeicher (3 GB im Apple TV 4K) wird mit einem 128 bit breiten Bus zugegriffen. Apple gibt gegenüber dem Vorgänger A9X eine Leistungssteigerung von 30 % an.
Die GPU ist eine modifizierte Variante aus der PowerVR Serie 7XT mit 12 Shaderclustern. Nach Angaben von Apple ist die GPU-Leistung gegenüber dem A9X um 40 % gestiegen.
Der SoC trägt die Bezeichnung APL1071, ist 96,4 mm² groß und wird bei TSMC in einem 10-nm-FinFET-Prozess hergestellt.